# Kapsel (frugt)
 For alternative betydninger, se Kapsel. (Se også artikler, som begynder med Kapsel)
En kapsel er i botanikken en type frugt der normalt bliver tør og åbner sig ved modenhed, så de enkelte frø frigives. Kapslen kan have et eller flere rum.
Der er flere undertyper, herunder:
- Bælg: En-rummet kapsel med to klapper og en enkelt række frø, f.eks. Fladbælg
- Bælgkapsel: En-rummet kapsel med en enkelt klap og én række frø, f.eks. nogle arter i Ranunkel-familien.
- Skulpe: To-rummet, aflang kapsel, der åbner sig nedefra, f.eks. hos Korsblomst-familien.
- Ledskulpe: Uopspringende skulper med skillevægge mellem frøene, f.eks enkelte arter i Korsblomst-familien
- Buddike: Kapsel med låg, f.eks. hos vejbred

## Eksempler planter med kapsler
- Kinesisk Troldnød (Hamamelis mollis)
- Bulmeurt (Hyascyamus niger)
- Korn-Valmue (Papaver rhoeas)